# Psychoda cetreta
Psychoda cetreta és una espècie d'insecte dípter pertanyent a la família dels psicòdids.

## Descripció
- La femella fa 0,98-1,11 mm de llargària a les antenes (1,13 en el cas del mascle), mentre que les ales li mesuren 1,62-2,02 de longitud (1,55-1,72 en el mascle) i 0,62-0,75 d'amplada (0,62-0,67 en el mascle).
- Les antenes presenten 16 segments.[2]

## Distribució geogràfica
Es troba a Papua Nova Guinea: l'arxipèlag de Bismarck.